# Aloe bernadettae
Aloe bernadettae (укр. Алое Бернадетта)  — сукулентна рослина роду алое.

## Етимологія
Видова назва дана на честь Бернадетта Кастійона фр. Bernardette Castillon, фахівця з культивування мадагаскарських сукулентів.

## Морфологічна характеристика
Aloe bernadettae має довге повзуче стебло до 1 метра і більше. Листя дуже зелене. Китиця 15-30 см завдовжки і 5 см в діаметрі щільно вкрита квітками (80-100 квіток); квітки жовто-зеленого кольору, пиляки сильно виступають. Цвіте в травні — липні.
Найближчими родичами цього виду є Aloe buchlohii і Aloe werneri, але їх легко відрізнити за суцвіттям.

## Місця зростання
Зростає в південно-західній частині Мадагаскара в провінції Туліара в регіоні Анузі. Росте на гнейсових пагорбах або кварцитовидних горах в околицях Белавенока та гранітних пагорбах на північ від Толанаро на висоті 100–500 м над рівнем моря. Це Алое було досить поширеним кілька років тому по шляху до піку Сен-Луї, і в декількох кілометрах від Толанаро по дорозі до Манантеніна. Але через будівництво незлічених маленьких дерев'яних хатинок і збезлісення зараз важче знайти його вздовж дороги, хоча воно все ще росте на гнейсових гранітних пагорбах.

## Умови зростання
Мінімальна температура — + 10 °C. Надає перевагу сонячним місцям або легкій тіні. Посухостійка рослина.